# Костаччаро
Костаччаро (італ. Costacciaro) — муніципалітет в Італії, у регіоні Умбрія, провінція Перуджа.
Костаччаро розташоване на відстані близько 165 км на північ від Риму, 39 км на північний схід від Перуджі.
Населення — 1236 осіб (2014).
Щорічний фестиваль відбувається першої неділі вересня. Покровитель — Beato Tommaso da Costacciaro.

## Демографія
Населення за роками:

Станом на 1 січня 2023 року в муніципалітеті офіційно проживало 68 іноземців з 18 країн, серед них 24 громадяни країн Євросоюзу та 13 громадян України.

## Сусідні муніципалітети
- Фабріано
- Губбіо
- Сассоферрато
- Скеджа-е-Пашелупо
- Сіджилло